# Stazione di Falcone
Falcone è una fermata intermedia della linea ferroviaria Palermo-Messina al servizio dell'omonimo comune.

## Storia
Venne costruita come stazione passante in superficie, sul vecchio tracciato della linea ferroviaria Palermo-Messina realizzato in ritardo rispetto al programma di costruzioni ferroviarie in Sicilia che, iniziato dalla Società Vittorio Emanuele, dovette essere completato prima dalla Società Italiana per le strade ferrate meridionali dal 1872 e finito, dal 1885 in poi, dalla Società per le Strade Ferrate della Sicilia.
La stazione entrò in servizio il 15 giugno 1891 unitamente al tronco Barcellona-Oliveri della linea Messina-Palermo.
La stazione inizialmente era provvista solamente di un piano caricatore scoperto.
Verso la fine degli anni ottanta fu dismesso lo scalo merci, successivamente fu chiuso il fabbricato viaggiatori con i relativi servizi, trasformandola in una semplice fermata impresenziata per i treni regionali.
Il 28 novembre 2001 è avvenuto l'impresenziamento dell'impianto con la soppressione della "Direzione al Movimento" cioè il "Capostazione".
Il 16 aprile 2003 venne soppresso il secondo binario, rimanendo in esercizio il solo binario di corretto tracciato, trasformando l'impianto in una semplice fermata impresenziata.
Il 7 dicembre 2003, venne trasformata in fermata disabilitata e pertanto in essa vennero dismessi gli impianti di sicurezza (l'apparato ACE, gli impianti del Blocco elettrico manuale, tutto il segnalamento di protezione e partenza nei due sensi di marcia e l'impianto di chiusura del P.L. km 173+480).

## Strutture e impianti
La stazione di Falcone è situata al km 173+394 del tracciato della linea Palermo-Messina, lungo la linea diramata Bivio Terme Vigliatore – Patti-S.Piero Patti, a circa 4 m slm
Il fabbricato viaggiatori è su due livelli, di cui il secondo piano era l'alloggio del capostazione, e non presenta elementi architettonici di rilievo.
Il fascio binari comprendeva tre binari di cui uno tronco, per il piccolo piano caricatore scoperto, il I di corretto tracciato ed il II per gli incroci. Attualmente, essendo una semplice fermata impresenziata, è in funzione il I binario di corretto tracciato.
La stazione possiede una bacheca con tabella oraria per i treni in arrivo e in partenza ed altre eventuali informazioni.
La stazione è gestita in telecomando dal DCO nell'impianto di Palermo Centrale.

## Movimento
La stazione è utilizzata esclusivamente a servizio regionale, con treni a corta percorrenza. In base all'attuale tabella oraria ferroviaria, in essa fermano attualmente 16 treni regionali.

## Servizi
Per quello che riguarda la categorizzazione delle stazioni, RFI la considera di categoria bronze.

## Interscambi
- Uber